# Ostrovec-Lhotka
Ostrovec-Lhotka là một làng thuộc huyện Rokycany, vùng Plzeňský, Cộng hòa Séc.